# Municipio de McCamish
El municipio de McCamish (en inglés: McCamish Township) es un municipio ubicado en el condado de Johnson en el estado estadounidense de Kansas. En el año 2010 tenía una población de 996 habitantes y una densidad poblacional de 9,16 personas por km².

## Geografía
El municipio de McCamish se encuentra ubicado en las coordenadas 38°48′14″N 95°0′37″O / 38.80389, -95.01028. Según la Oficina del Censo de los Estados Unidos, el municipio tiene una superficie total de 108.68 km², de la cual 107.83 km² corresponden a tierra firme y (0.79%) 0.85 km² es agua.

## Demografía
Según el censo de 2010, había 996 personas residiendo en el municipio de McCamish. La densidad de población era de 9,16 hab./km². De los 996 habitantes, el municipio de McCamish estaba compuesto por el 96.69% blancos, el 0.2% eran afroamericanos, el 0.3% eran amerindios, el 0.7% eran asiáticos, el 0.1% eran isleños del Pacífico, el 1% eran de otras razas y el 1% pertenecían a dos o más razas. Del total de la población el 4.12% eran hispanos o latinos de cualquier raza.